# 甘棠戰鬥
甘棠戰鬥發生於1940年1月30日－2月2日，地點則是在中國桂南宾阳县一帶。是抗日戰爭桂南会战主要戰鬥之一，交戰一方為守軍之國民革命軍，另一方則為日軍。
1939年底，国军和日军开展桂南会战。1940年2月2日，宾阳战斗后，宾阳县失守。同日，甘棠镇失守。2月3日，昆仑关失守。